# دز کادنا
دز کادنا (انگلیسی: Dez Cadena؛ زادهٔ ۲ ژوئن ۱۹۶۱) موسیقی‌دان، خواننده و ترانه‌پرداز اهل ایالات متحده آمریکا است. وی از سال ۱۹۸۰ میلادی تاکنون مشغول فعالیت بوده است.